# Fort Gorgast
Fort Gorgast (niem. Fort Gorgast) – znajduje się w miejscowości Gorgast (Niemcy) w pobliżu drogi krajowej nr 1. Zbudowany w latach 1883–1889 roku fort artyleryjski jest jednym z czterech fortów Twierdzy Kostrzyn. Pozostałe forty to: Czarnów, Sarbinowo i Żabice. W założeniu, forty miały chronić twierdzę główną, jednak rozwój techniki militarnej nastąpił tak szybko, że straciły one swój strategiczny cel zanim ostateczne oddano je do użytku. Do I wojny światowej oświetlane były lampami naftowymi, a komunikacja odbywała się za pomocą gołębi pocztowych. Forty zbudowano z cegły, posiadały także wały ziemne dla artylerii i dolne dla piechoty. Od 9 września 1997 budowla jest wpisana do rejestru zabytków.